# Jackson Kinniburgh
Jackson Kinniburgh (24 februari 2001) is een Canadees baan- en wegwielrenner die anno 2020 rijdt voor de Canadese wielerploeg DC Bank-Probaclac. Hij behaalde in 2020 een derde plaats op de ploegenachtervolging tijdens de wereldbeker baanwielrennen in Milton. 

## Overwinningen

### Baanwielrennen
| Jaar       | CK                   | PK         | WK         | Overig     |
| Als junior | Als junior           | Als junior | Als junior | Als junior |
| ---------- | -------------------- | ---------- | ---------- | ---------- |
| 2018       | puntenkoers, scratch |            |            |            |
| Als elite  |                      |            |            |            |
| 2019       | ploegenachtervolging |            |            |            |
| 2020       |                      |            |            |            |